# Осечек (Вомбжезький повіт)
Осечек (пол. Osieczek) — село в Польщі, у гміні Ксьонжки Вомбжезького повіту Куявсько-Поморського воєводства.
Населення — 810 осіб (2011).
У 1975-1998 роках село належало до Торунського воєводства.

## Демографія
Демографічна структура станом на 31 березня 2011 року:
|          | Загалом | Допрацездатний вік | Працездатний вік | Постпрацездатний вік |
| -------- | ------- | ------------------ | ---------------- | -------------------- |
| Чоловіки | 396     | 86                 | 272              | 38                   |
| Жінки    | 414     | 91                 | 232              | 91                   |
| Разом    | 810     | 177                | 504              | 129                  |